# Juzet-d'Izaut
Pour les articles homonymes, voir Juzet.
Juzet-d'Izaut est une commune française située dans le sud-ouest du département de la Haute-Garonne, en région Occitanie. Sur le plan historique et culturel, la commune est dans le pays de Comminges, correspondant à l’ancien comté de Comminges, circonscription de la province de Gascogne située sur les départements actuels du Gers, de la Haute-Garonne, des Hautes-Pyrénées et de l'Ariège.
Exposée à un climat de montagne, elle est drainée par le Job, le ruisseau de Moncaup et par divers autres petits cours d'eau. La commune possède un patrimoine naturel remarquable : deux sites Natura 2000 (les « zones rupestres xérothermiques du bassin de Marignac, Saint-Béat, pic du Gar, montagne de Rié » et les « chaînons calcaires du Piémont Commingeois ») et quatre zones naturelles d'intérêt écologique, faunistique et floristique.
Juzet-d'Izaut est une commune rurale qui compte 181 habitants en 2022, après avoir connu un pic de population de 959 habitants en 1846. Elle fait partie de l'aire d'attraction de Saint-Gaudens. Ses habitants sont appelés les Juzetois ou  Juzetoises.

## Géographie

### Localisation
La commune de Juzet-d'Izaut se trouve dans le département de la Haute-Garonne, en région Occitanie.
Elle se situe à 89 km à vol d'oiseau de Toulouse, préfecture du département, à 15 km de Saint-Gaudens, sous-préfecture, et à 25 km de Bagnères-de-Luchon, bureau centralisateur du canton de Bagnères-de-Luchon dont dépend la commune depuis 2015 pour les élections départementales.
La commune fait en outre partie du bassin de vie d'Aspet.
Les communes les plus proches sont : 
Cazaunous (2,3 km), Sengouagnet (2,6 km), Arbon (2,8 km), Arguenos (3,0 km), Razecueillé (3,3 km), Milhas (4,1 km), Moncaup (4,3 km), Izaut-de-l'Hôtel (4,3 km).
Sur le plan historique et culturel, Juzet-d'Izaut fait partie du pays de Comminges, correspondant à l’ancien comté de Comminges, circonscription de la province de Gascogne située sur les départements actuels du Gers, de la Haute-Garonne, des Hautes-Pyrénées et de l'Ariège.
Juzet-d'Izaut est limitrophe de cinq autres communes.
Les communes limitrophes sont  Arbon, Arguenos, Cazaunous, Izaut-de-l'Hôtel et Sengouagnet.
| Arbon     | Izaut-de-l'Hôtel |             |
| Cazaunous | Juzet-d'Izaut    | Sengouagnet |
| Arguenos  |                  |             |

### Géologie et relief
La superficie de la commune est de 1 574 hectares ; son altitude varie de 466  à   1 908 mètres.

### Hydrographie

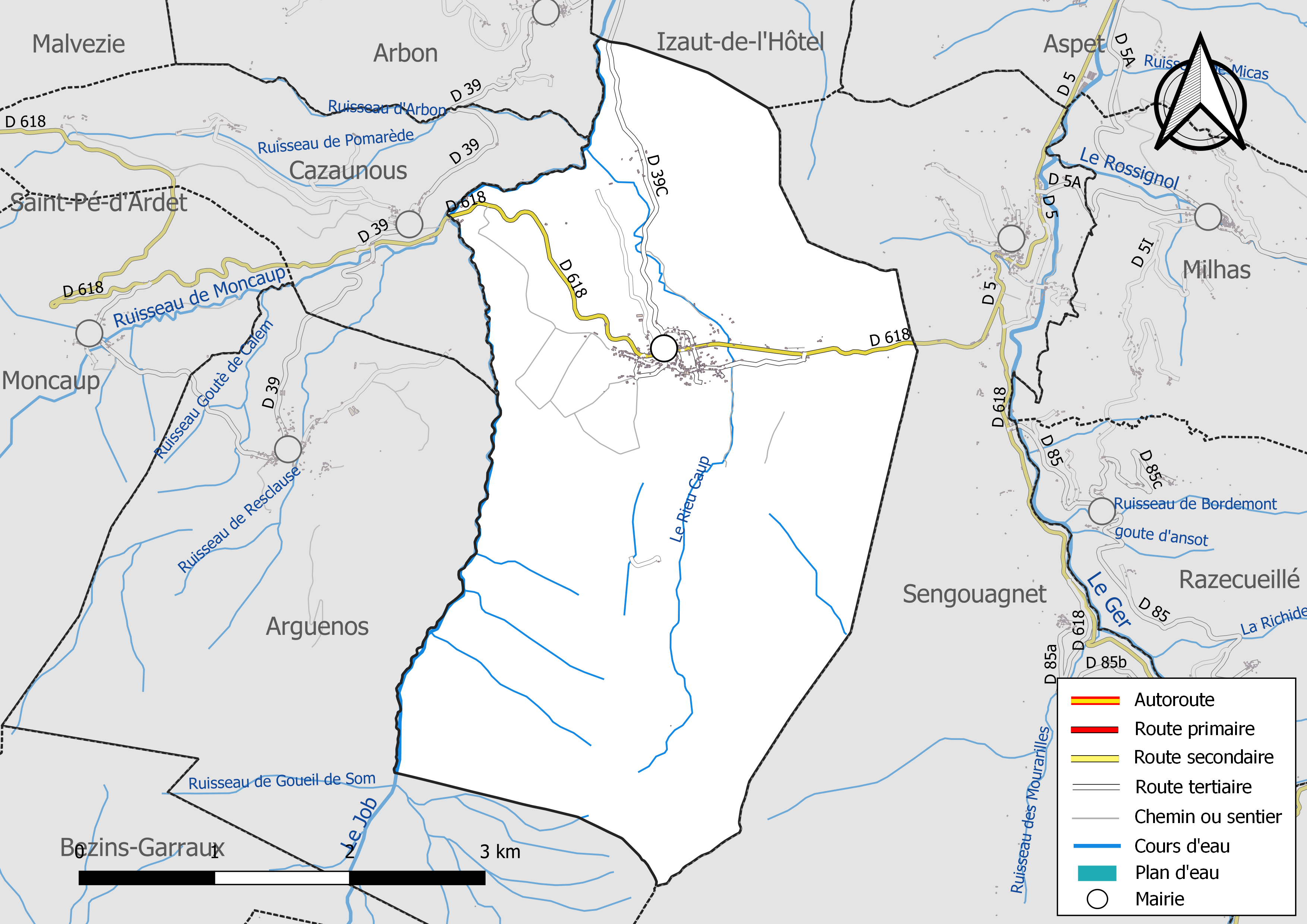
Réseaux hydrographique et routier de Juzet-d'Izaut.

La commune est dans le bassin de la Garonne, au sein du bassin hydrographique Adour-Garonne. Elle est drainée par le Job, le ruisseau de Moncaup, le Rieu Caup, le ruisseau d'Arbon et par divers petits cours d'eau, constituant un réseau hydrographique de 16 km de longueur totale,.
Le Job, d'une longueur totale de 18,4 km, prend sa source dans la commune de Boutx et s'écoule vers le nord. Il traverse la commune et se jette dans le Ger à Lespiteau, après avoir traversé 10 communes.

### Climat
Pour des articles plus généraux, voir Climat de l'Occitanie et Climat de la Haute-Garonne.
En 2010, le climat de la commune est de type climat des marges montargnardes, selon une étude s'appuyant sur une série de données couvrant la période 1971-2000. En 2020, Météo-France publie une typologie des climats de la France métropolitaine dans laquelle la commune est exposée à un climat de montagne ou de marges de montagne et est dans la région climatique Pyrénées centrales, caractérisée par une pluviométrie annuelle de 1 000 à 1 200 mm.
Pour la période 1971-2000, la température annuelle moyenne est de 11,1 °C, avec une amplitude thermique annuelle de 14,7 °C. Le cumul annuel moyen de précipitations est de 1 083 mm, avec 9,6 jours de précipitations en janvier et 7,9 jours en juillet. Pour la période 1991-2020, la température moyenne annuelle observée sur la station météorologique la plus proche, située sur la commune de Clarac à 17 km à vol d'oiseau, est de 12,5 °C et le cumul annuel moyen de précipitations est de 804,9 mm,. Pour l'avenir, les paramètres climatiques de la commune estimés pour 2050 selon différents scénarios d’émission de gaz à effet de serre sont consultables sur un site dédié publié par Météo-France en novembre 2022.

### Milieux naturels et biodiversité

#### Réseau Natura 2000

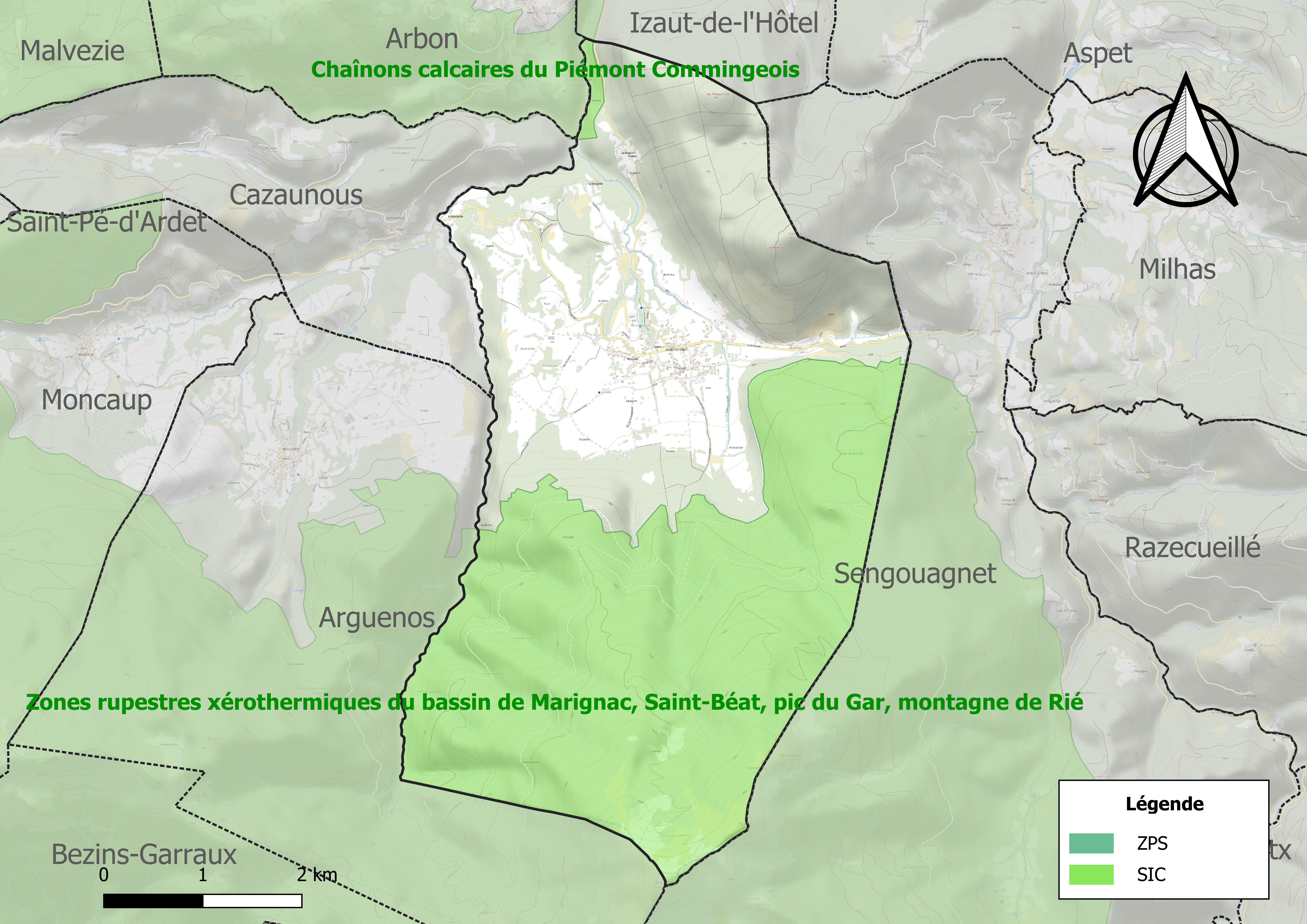
Sites Natura 2000 sur le territoire communal.

Le réseau Natura 2000 est un réseau écologique européen de sites naturels d'intérêt écologique élaboré à partir des directives habitats et oiseaux, constitué de zones spéciales de conservation (ZSC) et de zones de protection spéciale (ZPS).
Deux sites Natura 2000 ont été définis sur la commune au titre de la directive habitats : 
- les « Zones rupestres xérothermiques du bassin de Marignac, Saint-Béat, pic du Gar, montagne de Rié », d'une superficie de 7 680 ha, sont un espace présentant une grande richesse floristique et faunistique du fait de la diversité et de la complémentarité des habitats présents (pelouses, landes, forêts, parois rocheuses, ravins, torrents encaissés). Des ours sont présents à la suite de leur réintroduction[19] ;
- les « chaînons calcaires du Piémont Commingeois », d'une superficie de 6 198 ha, sont un site vallonné forestier et bocager du piémont pyrénéen[20] ;

#### Zones naturelles d'intérêt écologique, faunistique et floristique

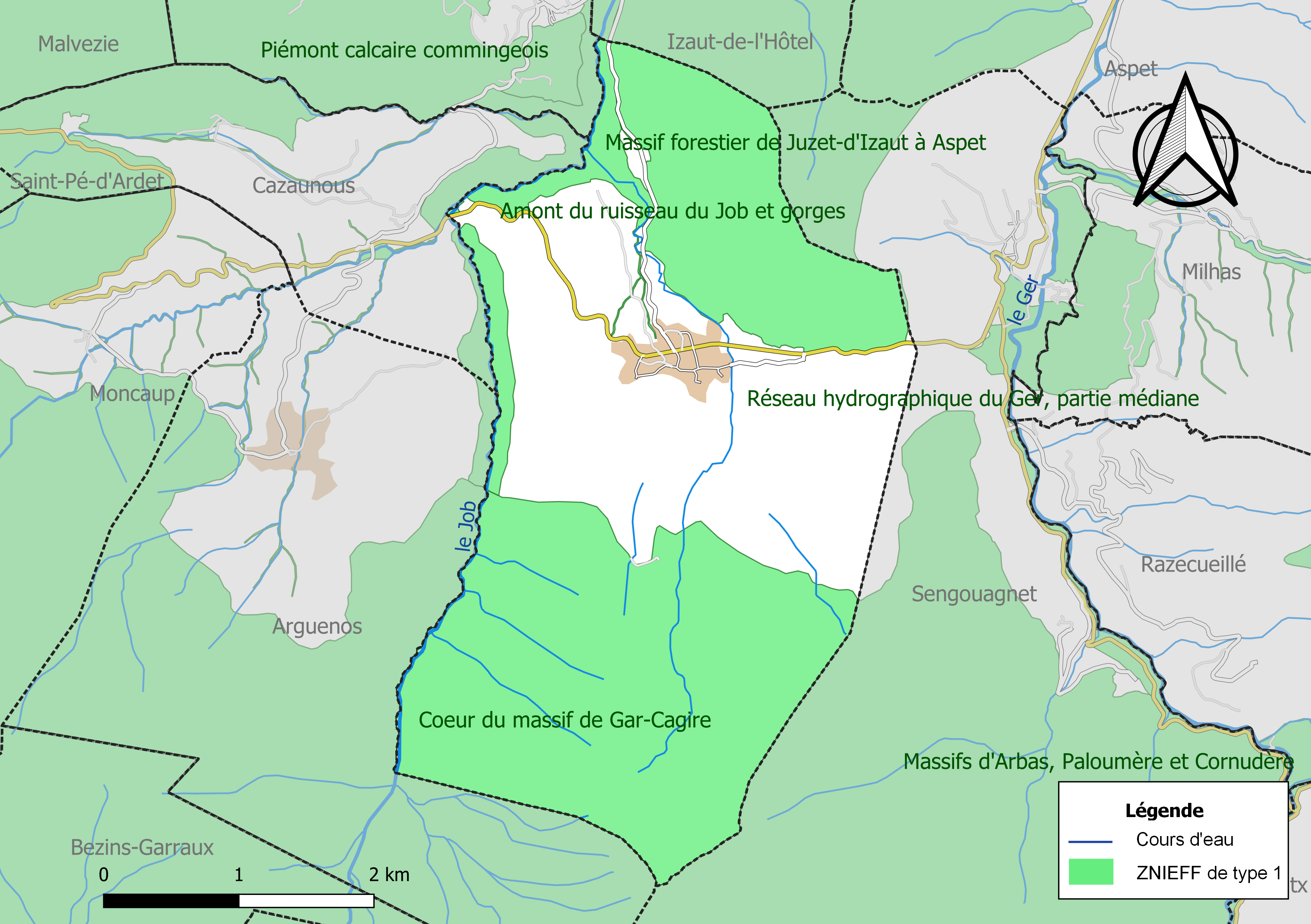
Carte des ZNIEFF de type 1 localisées sur la commune.

L’inventaire des zones naturelles d'intérêt écologique, faunistique et floristique (ZNIEFF) a pour objectif de réaliser une couverture des zones les plus intéressantes sur le plan écologique, essentiellement dans la perspective d’améliorer la connaissance du patrimoine naturel national et de fournir aux différents décideurs un outil d’aide à la prise en compte de l’environnement dans l’aménagement du territoire.
Trois ZNIEFF de type 1 sont recensées sur la commune :
- l'« Amont du ruisseau du Job et gorges » (178 ha), couvrant 6 communes du département[22] ;
- le « cœur du massif de Gar-Cagire » (6 194 ha), couvrant 15 communes du département[23],
- le « massifforestier de Juzet-d'Izaut à Aspet » (828 ha), couvrant 4 communes du département[24] ;

et une ZNIEFF de type 2, : 
l'« ensemble du massif de Gar-Cagire et bassin de Juzet-d'Izaut » (9 679 ha), couvrant 18 communes du département.

## Urbanisme

### Typologie
Au 1er janvier 2024, Juzet-d'Izaut est catégorisée commune rurale à habitat dispersé, selon la nouvelle grille communale de densité à sept niveaux définie par l'Insee en 2022.
Elle est située hors unité urbaine. Par ailleurs la commune fait partie de l'aire d'attraction de Saint-Gaudens, dont elle est une commune de la couronne,. Cette aire, qui regroupe 85 communes, est catégorisée dans les aires de moins de 50 000 habitants,.

### Occupation des sols
L'occupation des sols de la commune, telle qu'elle ressort de la base de données européenne d’occupation biophysique des sols Corine Land Cover (CLC), est marquée par l'importance des forêts et milieux semi-naturels (80,6 % en 2018), une proportion identique à celle de 1990 (80,6 %). La répartition détaillée en 2018 est la suivante : 
forêts (77,1 %), prairies (8,7 %), zones agricoles hétérogènes (8,6 %), milieux à végétation arbustive et/ou herbacée (2,9 %), zones urbanisées (2,1 %), espaces ouverts, sans ou avec peu de végétation (0,6 %). L'évolution de l’occupation des sols de la commune et de ses infrastructures peut être observée sur les différentes représentations cartographiques du territoire : la carte de Cassini (XVIIIe siècle), la carte d'état-major (1820-1866) et les cartes ou photos aériennes de l'IGN pour la période actuelle (1950 à aujourd'hui).

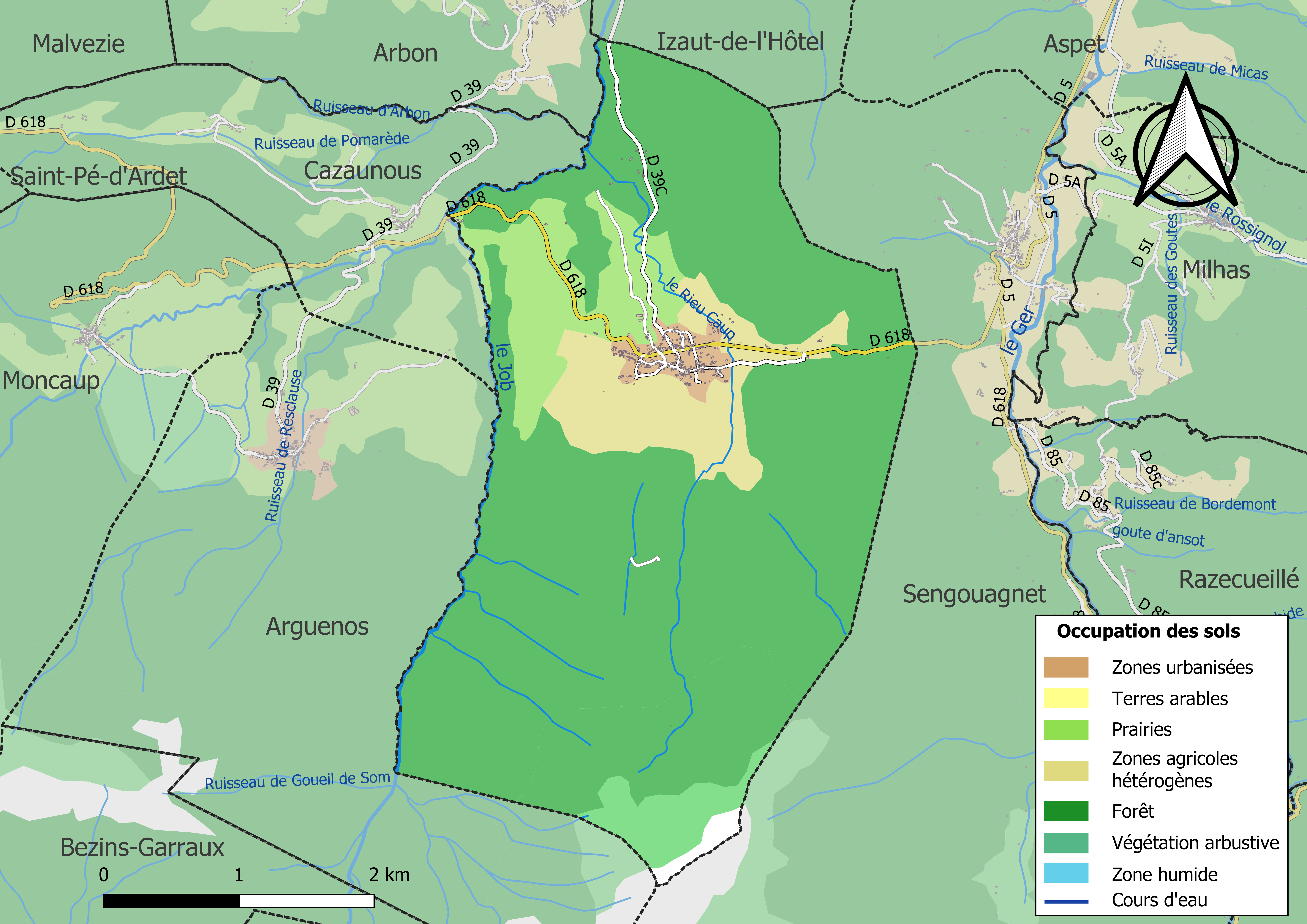
Carte des infrastructures et de l'occupation des sols de la commune en 2018 (CLC).

### Voies de communication et transports
Accès avec l'ancienne Route nationale 618 et ligne régulière de transport interurbain du réseau Arc-en-ciel (anciennement SEMVAT).

### Risques majeurs
Le territoire de la commune de Juzet-d'Izaut est vulnérable à différents aléas naturels : météorologiques (tempête, orage, neige, grand froid, canicule ou sécheresse), inondations, feux de forêts, avalanche  et séisme (sismicité modérée). Un site publié par le BRGM permet d'évaluer simplement et rapidement les risques d'un bien localisé soit par son adresse soit par le numéro de sa parcelle.
Certaines parties du territoire communal sont susceptibles d’être affectées par le risque d’inondation par débordement de cours d'eau, notamment le Job. La commune a été reconnue en état de catastrophe naturelle au titre des dommages causés par les inondations et coulées de boue survenues en 1982, 1999 et 2009,.
Un plan départemental de protection des forêts contre les incendies a été approuvé par arrêté préfectoral du 25 septembre 2006. Juzet-d'Izaut est exposée au risque de feu de forêt du fait de la présence sur son territoire du massif des Pyrénées. Il est ainsi défendu aux propriétaires de la commune et à leurs ayants droit de porter ou d’allumer du feu dans l'intérieur et à une distance de 200 mètres des bois, forêts, plantations, reboisements ainsi que des landes. L’écobuage est également interdit, ainsi que les feux de type méchouis et barbecues, à l’exception de ceux prévus dans des installations fixes (non situées sous couvert d'arbres) constituant une dépendance d'habitation,

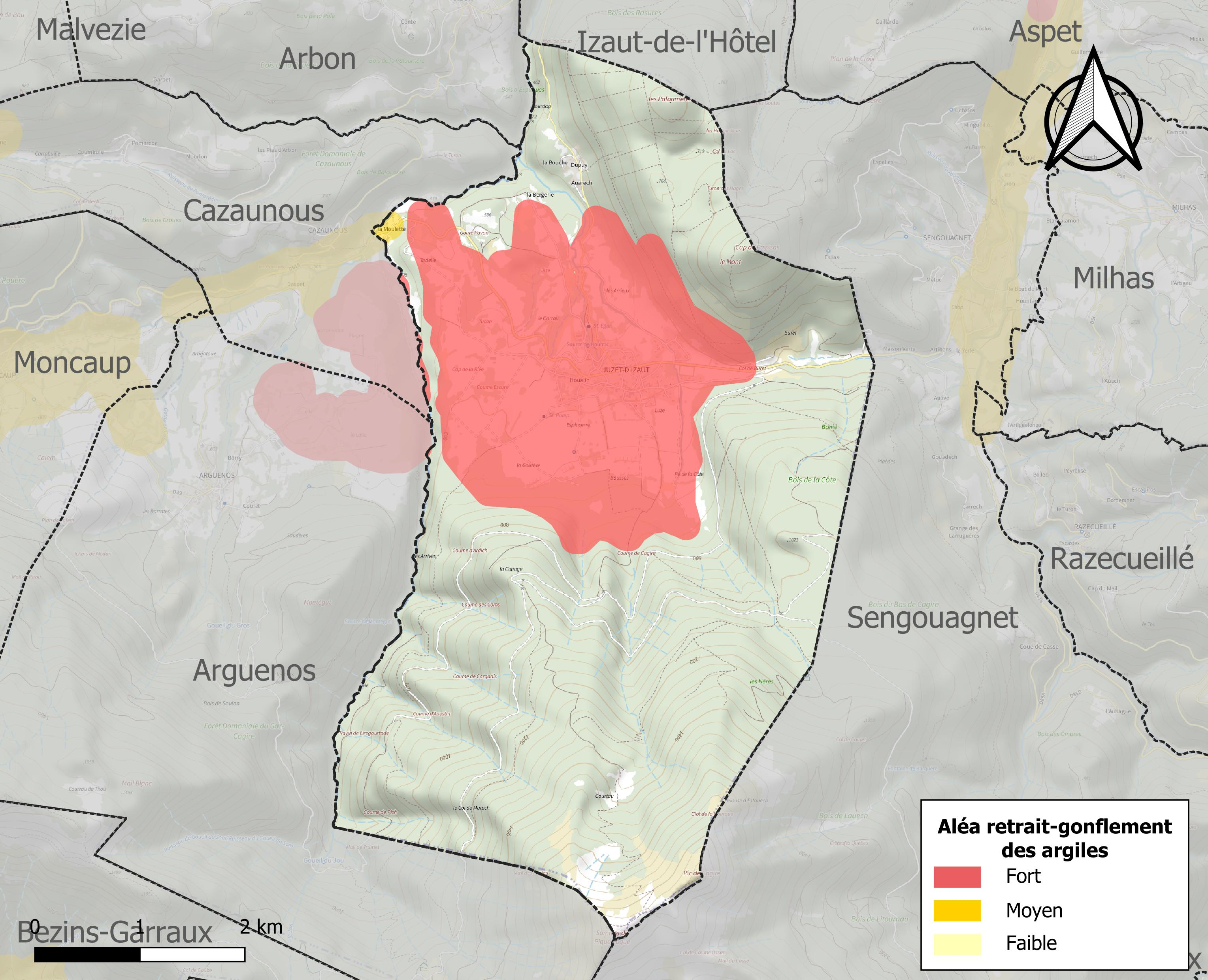
Carte des zones d'aléa retrait-gonflement des sols argileux de Juzet-d'Izaut.

Le retrait-gonflement des sols argileux est susceptible d'engendrer des dommages importants aux bâtiments en cas d’alternance de périodes de sécheresse et de pluie. 27,1 % de la superficie communale est en aléa moyen ou fort (88,8 % au niveau départemental et 48,5 % au niveau national). Sur les 162 bâtiments dénombrés sur la commune en 2019, 152 sont en aléa moyen ou fort, soit 94 %, à comparer aux 98 % au niveau départemental et 54 % au niveau national. Une cartographie de l'exposition du territoire national au retrait gonflement des sols argileux est disponible sur le site du BRGM,.
Par ailleurs, afin de mieux appréhender le risque d’affaissement de terrain, l'inventaire national des cavités souterraines permet de localiser celles situées sur la commune.
Concernant les mouvements de terrains, la commune a été reconnue en état de catastrophe naturelle au titre des dommages causés par la sécheresse en 1989 et par des mouvements de terrain en 1999.

## Histoire
Le village porte aujourd'hui le nom de Juzet d'Izaut, Izaut étant un village voisin. Jusqu'à la Révolution, on parlait simplement de Juzet. La situation de Juzet au cours du Moyen Âge est extrêmement complexe. La communauté formait, avec Moncaup, Arguenos et Cazaunous le Pays de Thou, inclus dans la châtellenie des Frontignes (comté de Comminges). Mais un texte de 1335 indique que Raymond-Athon d'Aspet est co-seigneur de Juzet. En 1543, Juzet est citée dans les localités de la baronnie d'Aspet et en 1553, la baronne d'Aspet, Claude de Foix, fait prêter serment aux consuls de Juzet. Au XVIe siècle apparaît une famille de Bilhères, qui réside au château de la Moulette (dont il ne reste plus rien aujourd'hui). Jacques de Bilhères confirme en 1540 les privilèges du consulat. En 1570, la seigneurie de Juzet passe, par mariage, aux d'Ustou. En 1666, la dame de la Molette, Marguerite d'Ustou, cède ses biens aux jésuites qui dirigent le séminaire de Saint-Gaudens, à charge pour eux d'évangéliser la vallée. Ils resteront à la Moulette jusqu'à la Révolution.

## Politique et administration

### Administration municipale
Le nombre d'habitants au recensement de 2011 étant compris entre 100 et 499, le nombre de membres du conseil municipal pour l'élection de 2014 est de onze,.

### Rattachements administratifs et électoraux
Commune faisant partie de la huitième circonscription de la Haute-Garonne, de la communauté de communes Cagire-Garonne-Salat et du canton de Bagnères-de-Luchon (avant le redécoupage départemental de 2014, Juzet-d'Izaut faisait partie de l'ex-canton d'Aspet) et avant le 1er janvier 2017 elle faisait partie de la  communauté de communes des Trois Vallées. La commune est également membre du SIVOM de Saint-Gaudens Montréjeau Aspet Magnoac.

### Liste des maires
| Période                                  | Période  | Identité              | Étiquette | Qualité                                                                  |
| ---------------------------------------- | -------- | --------------------- | --------- | ------------------------------------------------------------------------ |
| Les données manquantes sont à compléter. |          |                       |           |                                                                          |
| mars 2001                                | 2008     | Pierre Redonnet       |           |                                                                          |
| mars 2008                                | En cours | Dominique Ponticaccia | DVG       | Retraité de l'enseignement (professeur d'éducation physique et sportive) |

## Population et société

### Démographie
| 1793 | 1800 | 1806 | 1821 | 1831 | 1836 | 1841 | 1846 | 1851 |
| ---- | ---- | ---- | ---- | ---- | ---- | ---- | ---- | ---- |
| 572  | 508  | 712  | 757  | 903  | 940  | 902  | 959  | 871  |

| 1856 | 1861 | 1866 | 1872 | 1876 | 1881 | 1886 | 1891 | 1896 |
| ---- | ---- | ---- | ---- | ---- | ---- | ---- | ---- | ---- |
| 856  | 731  | 784  | 776  | 790  | 715  | 638  | 600  | 560  |

| 1901 | 1906 | 1911 | 1921 | 1926 | 1931 | 1936 | 1946 | 1954 |
| ---- | ---- | ---- | ---- | ---- | ---- | ---- | ---- | ---- |
| 530  | 504  | 404  | 371  | 371  | 284  | 277  | 292  | 255  |

| 1962 | 1968 | 1975 | 1982 | 1990 | 1999 | 2006 | 2007 | 2012 |
| ---- | ---- | ---- | ---- | ---- | ---- | ---- | ---- | ---- |
| 188  | 222  | 248  | 229  | 202  | 193  | 201  | 202  | 203  |

| 2017 | 2022 | - | - | - | - | - | - | - |
| ---- | ---- | - | - | - | - | - | - | - |
| 188  | 181  | - | - | - | - | - | - | - |

| selon la population municipale des années : | 1968 | 1975 | 1982 | 1990 | 1999 | 2006 | 2009 | 2013 |
| Rang de la commune dans le département      | 297  | 261  | 323  | 345  | 338  | 376  | 384  | 389  |
| Nombre de communes du département           | 592  | 582  | 586  | 588  | 588  | 588  | 589  | 589  |

#### Entreprises
Depuis 1951, l'entreprise familiale de la Charcuterie du Cagire, employant 26 personnes, est connue régionalement pour la qualité de ses produits.
Restaurant L'auberge du Cagire.

### Enseignement
Juzet-d'Izaut fait partie de l'académie de Toulouse.

### Écologie et recyclage

#### Protection environnementale
Le site Natura 2000 Chaînons calcaires du Piémont Commingeois est classé en zone spéciale de conservation depuis 2007 ; avec une superficie de 6 198 hectares, il s'étend sur une partie de la commune de Juzet-d'Izaut.
La zone Natura 2000 des Zones rupestres xérothermiques du bassin de Marignac, Saint-Béat, pic du Gar, montagne de Rié est classée en zone spéciale de conservation (en référence à la Directive Habitats) depuis 2007 ; avec une superficie de 7 680 hectares, elle s'étend sur une partie de la commune de Juzet-d'Izaut.

## Économie

### Revenus
En 2018  (données Insee publiées en septembre 2021), la commune compte 84 ménages fiscaux, regroupant 166 personnes. La médiane du revenu disponible par unité de consommation est de 19 480 € (23 140 € dans le département).

### Emploi
|                | 2008  | 2013   | 2018  |
| -------------- | ----- | ------ | ----- |
| Commune        | 4 %   | 10,7 % | 9 %   |
| Département    | 7,7 % | 9,6 %  | 9,3 % |
| France entière | 8,3 % | 10 %   | 10 %  |

En 2018, la population âgée de 15 à 64 ans s'élève à 110 personnes, parmi lesquelles on compte 70,3 % d'actifs (61,3 % ayant un emploi et 9 % de chômeurs) et 29,7 % d'inactifs,. Depuis 2008, le taux de chômage communal (au sens du recensement) des 15-64 ans est inférieur à celui de la France et du département.
La commune fait partie de la couronne de l'aire d'attraction de Saint-Gaudens, du fait qu'au moins 15 % des actifs travaillent dans le pôle,. Elle compte 50 emplois en 2018, contre 46 en 2013 et 40 en 2008. Le nombre d'actifs ayant un emploi résidant dans la commune est de 71, soit un indicateur de concentration d'emploi de 70,4 % et un taux d'activité parmi les 15 ans ou plus de 48,2 %.
Sur ces 71 actifs de 15 ans ou plus ayant un emploi, 18 travaillent dans la commune, soit 25 % des habitants. Pour se rendre au travail, 80,3 % des habitants utilisent un véhicule personnel ou de fonction à quatre roues, 4,2 % les transports en commun, 2,8 % s'y rendent en deux-roues, à vélo ou à pied et 12,7 % n'ont pas besoin de transport (travail au domicile).

### Activités hors agriculture
15 établissements sont implantés  à Juzet-d'Izaut au 31 décembre 2019.
Le secteur du commerce de gros et de détail, des transports, de l'hébergement et de la restauration est prépondérant sur la commune puisqu'il représente 26,7 % du nombre total d'établissements de la commune (4 sur les 15 entreprises implantées  à Juzet-d'Izaut), contre 25,9 % au niveau départemental.

### Agriculture
|               | 1988 | 2000 | 2010 | 2020 |
| ------------- | ---- | ---- | ---- | ---- |
| Exploitations | 13   | 9    | 6    | 4    |
| SAU (ha)      | 319  | 246  | 167  | 183  |

La commune est dans les « Pyrénées centrales », une petite région agricole occupant le sud du département de la Haute-Garonne, massif montagneux où s’étagent les vallées profondes, la forêt et les zones intermédiaires, les estives. En 2020, l'orientation technico-économique de l'agriculture  sur la commune est l'élevage de bovins, pour la viande. Quatre exploitations agricoles ayant leur siège dans la commune sont dénombrées lors du recensement agricole de 2020 (13 en 1988). La superficie agricole utilisée est de 183 ha,,.

## Culture locale et patrimoine

### Lieux et monuments
- Église Saint-Germier.
- Le village est bâti au pied du pic de Cagire (1 912 m). Castillon d'Aspet, au début du XIXe siècle avait cru découvrir un Autel votif dédié au Dieu Cagire, mais la lecture faite par Castillon est depuis longtemps abandonnée. On a des témoignages sur le dieu Gar (montagne voisine du même chaînon calcaire), mais pas sur un prétendu dieu Cagire. La montée la plus rapide au pic de Cagire depuis le village passe par le col de Buret (599 m, à 1 km) d'où l'on monte dans la forêt puis à travers l'alpage nord qui mêne au pic.
- Massif d'Arbas
- Col des Ares (799 m) régulièrement emprunté par le Tour de France cycliste.

### Personnalités liées à la commune
- Joseph Ruau (1865-1923), homme politique français, dont la famille est originaire de Juzet-d'Izaut.

## Pour approfondir

#### Site de l'Insee
1. 1 2 3 4 5  Insee, « Métadonnées de la commune de Juzet-d'Izaut ».
2. ↑  « La grille communale de densité », sur insee,fr, 28 mai 2024 (consulté le 27 juin 2024).
3. ↑  « Liste des communes composant l'aire d'attraction de Saint-Gaudens », sur insee.fr (consulté le 27 juin 2024).
4. ↑  Marie-Pierre de Bellefon, Pascal Eusebio, Jocelyn Forest, Olivier Pégaz-Blanc et Raymond Warnod (Insee), « En France, neuf personnes sur dix vivent dans l’aire d’attraction d’une ville », sur insee.fr, 21 octobre 2020 (consulté le 27 juin 2024).
5. ↑  « REV T1 - Ménages fiscaux de l'année 2018 à Juzet-d'Izaut » (consulté le 2 février 2022).
6. ↑  « REV T1 - Ménages fiscaux de l'année 2018 dans la Haute-Garonne » (consulté le 2 février 2022).
7. 1 2  « Emp T1 - Population de 15 à 64 ans par type d'activité en 2018 à Juzet-d'Izaut » (consulté le 2 février 2022).
8. ↑  « Emp T1 - Population de 15 à 64 ans par type d'activité en 2018 dans la Haute-Garonne » (consulté le 2 février 2022).
9. ↑  « Emp T1 - Population de 15 à 64 ans par type d'activité en 2018 dans la France entière » (consulté le 2 février 2022).
10. ↑  « Base des aires d'attraction des villes 2020 », sur site de l'Insee (consulté le 10 avril 2021).
11. ↑  « Emp T5 - Emploi et activité en 2018 à Juzet-d'Izaut » (consulté le 2 février 2022).
12. ↑  « ACT T4 - Lieu de travail des actifs de 15 ans ou plus ayant un emploi qui résident dans la commune en 2018 » (consulté le 2 février 2022).
13. ↑  « ACT G2 - Part des moyens de transport utilisés pour se rendre au travail en 2018 » (consulté le 2 février 2022).
14. ↑  « DEN T5 - Nombre d'établissements par secteur d'activité au 31 décembre 2019 à Juzet-d'Izaut » (consulté le 12 février 2022).
15. ↑  « DEN T5 - Nombre d'établissements par secteur d'activité au 31 décembre 2019 dans la Haute-Garonne » (consulté le 12 février 2022).

#### Autres sources
1. ↑  Stephan Georg, « Distance entre Juzet-d'Izaut et Toulouse », sur fr.distance.to (consulté le 24 août 2021).
2. ↑  Stephan Georg, « Distance entre Juzet-d'Izaut et Saint-Gaudens », sur fr.distance.to (consulté le 24 août 2021).
3. ↑  
Stephan Georg, « Distance entre Juzet-d'Izaut et Bagnères-de-Luchon », sur fr.distance.to (consulté le 24 août 2021).
4. ↑  « Communes les plus proches de Juzet-d'Izaut », sur villorama.com (consulté le 24 août 2021).
5. ↑  Frédéric Zégierman, Le guide des pays de France - Sud, Paris, Fayard, avril 1999 (ISBN 2-213-59961-0), p. 293-296.
6. ↑  Carte IGN sous Géoportail
7. ↑  Répertoire géographique des communes, publié par l'Institut national de l'information géographique et forestière, [lire en ligne].
8. ↑  « Le réseau hydrographique du bassin Adour-Garonne. » [PDF], sur draaf.occitanie.agriculture.gouv.fr (consulté le 5 novembre 2021).
9. ↑  « Fiche communale de Juzet-d'Izaut », sur le système d'information pour la gestion des eaux souterraines en Occitanie (consulté le 5 novembre 2021).
10. ↑  Sandre, « le Job »
11. 1 2  Daniel Joly, Thierry Brossard, Hervé Cardot, Jean Cavailhes, Mohamed Hilal et Pierre Wavresky, « Les types de climats en France, une construction spatiale », Cybergéo, revue européenne de géographie - European Journal of Geography, no 501,‎ 18 juin 2010 (DOI 10.4000/cybergeo.23155, lire en ligne, consulté le 21 novembre 2023)
12. ↑  « Zonages climatiques en France métropolitaine. », sur pluiesextremes.meteo.fr (consulté le 21 novembre 2023).
13. ↑  « Orthodromie entre Juzet-d'Izaut et Clarac », sur fr.distance.to (consulté le 21 novembre 2023).
14. ↑  « Station Météo-France « Clarac » (commune de Clarac) - fiche climatologique - période 1991-2020 », sur donneespubliques.meteofrance.fr (consulté le 21 novembre 2023).
15. ↑  « Station Météo-France « Clarac » (commune de Clarac) - fiche de métadonnées. », sur donneespubliques.meteofrance.fr (consulté le 21 novembre 2023).
16. ↑  « Climadiag Commune : diagnostiquez les enjeux climatiques de votre collectivité. », sur meteofrance.fr, novembre 2022 (consulté le 21 novembre 2023).
17. ↑  Réseau européen Natura 2000, Ministère de la transition écologique et solidaire
18. ↑  « Liste des zones Natura 2000 de la commune de Juzet-d'Izaut », sur le site de l'Inventaire national du patrimoine naturel (consulté le 29 août 2021).
19. ↑  « site Natura 2000 FR7300884 - fiche descriptive », sur le site de l'inventaire national du patrimoine naturel (consulté le 29 août 2021).
20. ↑  « site Natura 2000 FR7300885 - fiche descriptive », sur le site de l'inventaire national du patrimoine naturel (consulté le 29 août 2021).
21. 1 2  « Liste des ZNIEFF de la commune de Juzet-d'Izaut », sur le site de l'Inventaire national du patrimoine naturel (consulté le 29 août 2021).
22. ↑  « ZNIEFF l'« Amont du ruisseau du Job et gorges » - fiche descriptive », sur le site de l'inventaire national du patrimoine naturel (consulté le 29 août 2021).
23. ↑  « ZNIEFF le « cœur du massif de Gar-Cagire » - fiche descriptive », sur le site de l'inventaire national du patrimoine naturel (consulté le 29 août 2021).
24. ↑  « ZNIEFF le « massifforestier de Juzet-d'Izaut à Aspet » - fiche descriptive », sur le site de l'inventaire national du patrimoine naturel (consulté le 29 août 2021).
25. ↑  « ZNIEFF l'« ensemble du massif de Gar-Cagire et bassin de Juzet-d'Izaut » - fiche descriptive », sur le site de l'inventaire national du patrimoine naturel (consulté le 29 août 2021).
26. ↑  « CORINE Land Cover (CLC) - Répartition des superficies en 15 postes d'occupation des sols (métropole). », sur le site des données et études statistiques du ministère de la Transition écologique. (consulté le 14 avril 2021).
27. 1 2 3  « Les risques près de chez moi - commune de Juzet-d'Izaut », sur Géorisques (consulté le 17 octobre 2022).
28. ↑  BRGM, « Évaluez simplement et rapidement les risques de votre bien », sur Géorisques (consulté le 10 septembre 2022).
29. ↑  « Dossier départemental des risques majeurs dans la Haute-Garonne », sur haute-garonne.gouv.fr (consulté le 10 septembre 2022), partie 1 -  chapitre Risque inondation.
30. ↑  « Dossier départemental des risques majeurs dans la Haute-Garonne », sur haute-garonne.gouv.fr (consulté le 10 septembre 2022), chapitre Risque feux de forêts.
31. ↑  « Prévention des incendies de forêt en Haute-Garonne », sur haute-garonne.gouv.fr (consulté le 10 septembre 2022).
32. ↑  « Retrait-gonflement des argiles », sur le site de l'observatoire national des risques naturels (consulté le 10 septembre 2022).
33. ↑  « Liste des cavités souterraines localisées sur la commune de Juzet-d'Izaut », sur georisques.gouv.fr (consulté le 10 septembre 2022).
34. ↑  Source : d'après Jacques Ducos, Le canton d'Aspet
35. ↑  art L. 2121-2 du code général des collectivités territoriales.
36. ↑  « Résultats des élections municipales et communautaires 2014 », sur interieur.gouv.fr (consulté le 7 octobre 2020).
37. ↑  L'organisation du recensement, sur insee.fr.
38. ↑  Calendrier départemental des recensements, sur insee.fr.
39. ↑  Des villages de Cassini aux communes d'aujourd'hui sur le site de l'École des hautes études en sciences sociales.
40. ↑  Fiches Insee - Populations de référence de la commune pour les années 2006, 2007, 2008, 2009, 2010, 2011, 2012, 2013, 2014, 2015, 2016, 2017, 2018, 2019, 2020, 2021 et 2022.
41. 1 2 3 4 5  INSEE, « Population selon le sexe et l'âge quinquennal de 1968 à 2012 (1990 à 2012 pour les DOM) », sur insee.fr, 15 octobre 2015 (consulté le 10 janvier 2016).
42. ↑  INSEE, « Populations légales 2006 des départements et des collectivités d'outre-mer », sur insee.fr, 1er janvier 2009 (consulté le 8 janvier 2016).
43. ↑  INSEE, « Populations légales 2009 des départements et des collectivités d'outre-mer », sur insee.fr, 1er janvier 2012 (consulté le 8 janvier 2016).
44. ↑  INSEE, « Populations légales 2013 des départements et des collectivités d'outre-mer », sur insee.fr, 1er janvier 2016 (consulté le 8 janvier 2016).
45. ↑  « Un secteur Agroalimentaire qui a su surmonter la crise », La Dépêche du midi,‎ 21 mai 2021 (lire en ligne)
46. ↑  Museum national d'Histoire naturelle, « INPN - FSD Natura 2000 - FR7300885 - Chaînons calcaires du Piémont Commingeois - Description », sur inpn.mnhn.fr (consulté le 25 novembre 2018).
47. ↑  « INPN - FSD Natura 2000 - FR7300884 - Zones rupestres xérothermiques du bassin de Marignac, Saint-Béat, pic du Gar, montagne de Rié - Description », sur inpn.mnhn.fr (consulté le 20 décembre 2018).
48. ↑  « Les régions agricoles (RA), petites régions agricoles(PRA) - Année de référence : 2017 », sur agreste.agriculture.gouv.fr (consulté le 12 février 2022).
49. ↑  Présentation des premiers résultats du recensement agricole 2020, Ministère de l’agriculture et de l’alimentation, 10 décembre 2021
50. ↑  « Fiche de recensement agricole - Exploitations ayant leur siège dans la commune de Juzet-d'Izaut - Données générales », sur recensement-agricole.agriculture.gouv.fr (consulté le 12 février 2022).